# سحر محمدی
سحر بروجردی محمدی (زادهٔ ۱۰ آبان ۱۳۶۷ در بروجرد) خوانندهٔ موسیقی کلاسیک ایرانی و نوازندهٔ تار و سه‌تار اهل ایران است.

## زندگی هنری
سحر محمدی ۱۰ آبان سال ۱۳۶۷ در بروجرد متولد شد. او فراگیری آواز ایرانی را نزد «افسانه رثایی» آغاز کرد و در در ادامه از آموزش‌های «کیخسرو پورناظری»، «حمیدرضا نوربخش» و «افسانه رثایی» بهره برد. وی همچنین نوازندگی «تار» و «سه‌تار» را نزد «ارشد طهماسبی»، «محمدرضا لطفی» و «مسعود شعاری» آموخت و سپس در سال ۱۳۹۲ به عنوان همخوان در تیتراژ پایانی سریال پرده نشین.(به کارگردانی بهروز شعیبی و تهیه کنندگی سید محمود رضوی) حضور داشت.
او از اعضای «گروه ماه بانو» به سرپرستی «مجید درخشانی» است و در ترانه‌های این گروه از جمله «ما را بس»، «گلرخ» و «جان عاشق»، از جمله خوانندگان اصلی است. او در ابتدا با پروژهٔ «هیچ سخنی نیست» با همکاری «علی قمصری» به شهرت رسید. وی در کنسرت «افسانه» با سهراب پورناظری و در کنسرت «بازآمدم» با تهمورس پورناظری همکاری داشته‌است.
وی همچنین با گروه موسیقی «هزار آواز» نیز همکاری داشته‌است. او از جمله تک‌خوانان زن ایرانی است که در ایران فعالیت دارد.
او در اجرای موسیقی اپرای حافظ و اپرای سعدی (در نقش حنونه خواهر منصور حلاج) همکاری داشته‌است. از جمله دیگر فعالیت‌های او، می‌توان به همخوانی با سایر گروه‌های موسیقی و هنرمندان از جمله «گروه همنوازان حصار» اشاره کرد. صفحهٔ رسمی وی در اینستاگرام بیشتر از ۳۰۰ هزار دنبال کننده دارد.
وی تاکنون آهنگ‌هایی همچون «گل اومد بهار اومد»، «دیلمان»، «مویان و سودا»، «درد دوری (با زبان کردی)»، «ما را بس (با همخوانی حوروش خلیلی)» و … را انتشار داده‌است که ترانه «ما را بس» موجب ایجاد حواشی زیادی برای او و گروهش شد. وی به دلیل محدودیت کنسرت بانوان در ایران، چند بار در پرتغال و فرانسه کنسرت گذاشت.

## حواشی
سحر محمدی از نخستین خوانندگان موسیقی ایرانی است که ساخت و انتشار موزیک ویدئوهایی برای او حواشی زیادی به همراه داشته‌است.
در سال ۱۳۹۳ در فضای مجازی چند کلیپ از گروه موسیقی «ماه بانو» منتشر شد که در آن سحر محمدی و حوروش خلیلی به صورت دوصدایی تصنیف می‌خواندند و همراه با آن‌ها چند نوازنده زن به همراه شاهو عندلیبی و مجید درخشانی نوازندگی می‌کردند. در این کلیپ‌ها، دختران جوان نوازنده با لباس‌های سنتی با رعایت حجاب و پوشش مطابق قوانین جمهوری اسلامی به نوازندگی مشغول بودند. در خرداد ۱۳۹۴ اعضای گروه «ماه بانو» به اتهام «همکاری گروهی در تهیه و انتشار کلیپ ویدئویی از آوازخوانی دو زن، سحر محمدی و حوروش خلیلی» پشت درهای بسته در دادگاه «فرهنگ و رسانه» محاکمه شدند. در شهریور ۱۳۹۴ گروه ماه بانو از دادگاه حکم تبرئه دریافت نمود. پس از آن سحر محمدی طی گفتگویی اعلام کرد با وجود تبرئه در دادگاه، محرومیت‌ها و ممنوعیت کار و تدریسِ وی همچنان ادامه دارد.
در سال ۱۳۹۴ اپرای سعدی به کارگردانی بهروز غریب‌پور که قرار بود همزمان با روز بزرگداشت سعدی در شیراز روی صحنه برود، بنا به گفته کارگردان، بر اثر تهدیدهایی که به سبب خوانندگی سحر محمدی در این اثر از سوی گروه‌های فشار روی داده بود، لغو شد.
در فروردین ۱۳۹۵ برخی سایت‌های حامی جمهوری اسلامی مدعی شدند: سحر محمدی در خارج از کشور کشف حجاب کرده و در لندن کنسرتی با تک خوانی خانم‌ها و به پاسداشت زنان خواننده پیش از انقلاب در سالروز روز جهانی زن آواز خوانده‌است.